# Mohammed Salem Al-Enazi
Mohammed Salem Al-Enazi (en árabe: محمد سالم العنزي‎; Doha, Catar; 22 de noviembre de 1976) es un exfutbolista de los Emiratos Árabes Unidos nacido en Catar que jugaba en la posición de delantero.

## Carrera

### Club
| Periodo   | Club                 |
| --------- | -------------------- |
| 1994–2000 | Al-Rayyan SC         |
| 1997–1998 | → Al-Nassr (cedido)  |
| 1998–1999 | → Qadsia SC (cedido) |
| 2000      | Yimpaş Yozgatspor    |
| 2000–2004 | Al Wahda FC          |
| 2004–2006 | Al Jazira Club       |
| 2006–2008 | Al Wasl FC           |
| 2008–2009 | Al-Nasr SC           |
| 2019–2020 | Quattro FC           |

### Selección nacional
Jugó para Qatar en 57 ocasiones de 1996 a 2003 y anotó 32 goles; y participó en la Copa Asiática 2000, siendo vetado de la selección en 2003.
Recibiría la nacionalidad emiratí en 2004 y jugaría dos partidos con la selección en 2009. Su hermano Mohannad Salem Al Enazi, también ciudadano emiratí, representó a Emiratos Árabes Unidos.

## Logros

### Club
- Liga de fútbol de Catar (1): 1994-95
- Copa del Emir de Catar (1): 1998-99
- Copa Príncipe de la Corona de Catar (2): 1995 y 1996
- Copa del Jeque Jassem (1): 2000
- Copa del Príncipe de la Corona Saudí (1): 1997-98
- Supercopa de Arabia Saudita (1): 1998
- Recopa de la AFC (1):|1997-98
- Liga Premier de Kuwait (1): 1999
- UAE Pro League (2): 2000-01 y 2006-07
- Copa de la UAEFA (1): 2001
- Copa Presidente de Emiratos Árabes Unidos (1): 2006-07

### Individual
- Goleador de la Copa de Naciones del Golfo de 1996[15]
- Goleador de la Copa de Clubes Campeones del Golfo de 1996
- Goleador de la 1998 FIFA World Cup Preliminary qualifiers[16]
- Goleador de la Liga de fútbol de Catar
- Dos veces goleador de la UAE Pro League